# 纳克索斯专区
纳克索斯专区（希臘語：Περιφερειακή ενότητα Νάξου），是希腊南愛琴大區的一个专区。专区范围包括纳克索斯岛、阿莫爾戈斯島和小基克拉泽斯群岛（包括佐努薩島、伊拉克利亞島、凱羅斯島、库福尼夏岛、斯希努薩島）。专区首府为纳克索斯镇。专区面积为622.1平方公里，2021年人口数量为22,539人。

## 行政
在2011年卡利克拉提斯改革方案中，希腊所有州份被取消。基克拉澤斯州分为包括纳克索斯专区在内的9个专区。纳克索斯专区下辖2个市镇（括号内为地图中的数字）：
- 纳克索斯和小基克拉泽斯（1）
- 阿莫爾戈斯（2）